# Målsryd
Målsryd is een plaats in de gemeente Borås in het landschap Västergötland en de provincie Västra Götalands län in Zweden. De plaats heeft 910 inwoners (2005) en een oppervlakte van 99 hectare.